# Vätning

Skiss av vattendroppe på ideal yta.

Vätning är en vätskas förmåga att hålla kontakt med en fast yta, grundat på intermolekylära krafter mellan vätskan och ytan.  Graden av vätning bestäms av förhållandet mellan adhesiva och kohesiva krafter.
Vätning har stor praktisk betydelse för kontakten mellan två material.  Vätning och de ytkrafter som ger upphov till vätning ger också upphov till andra relaterade effekter som kapillärkraft.